# Ɔ̨́
Cette page contient des caractères spéciaux ou non latins. S’ils s’affichent mal (▯, ?, etc.), consultez la page d’aide Unicode.
Ɔ̨́ (minuscule : ɔ̨́), appelé O ouvert ogonek accent aigu, est un graphème utilisé dans certaines transcriptions phonétiques et dans l’écriture de certaines langues dont le kpèllé en Guinée. Il s’agit de la lettre o ouvert diacritée d’un ogonek et d’un accent aigu.

## Utilisation
En Guinée, la traduction kpèllé de la Bible de l’Alliance biblique en Guinée, Yálá laawoo hɛɓɛ, utilise le o ouvert ogonek accent aigu ‹ ɔ̨́ ›.

## Représentations informatiques
Le O ouvert ogonek accent aigu peut être représenté avec les caractères Unicode suivants :
- décomposé (latin étendu B, Alphabet phonétique international, diacritiques) :

| formes    | représentations | chaînes de caractères | points de code       | descriptions                                                                |
| --------- | --------------- | --------------------- | -------------------- | --------------------------------------------------------------------------- |
| majuscule | Ɔ̨́               | Ɔ◌̨◌́                   | U+0186 U+0328 U+0301 | lettre majuscule latine o ouvert diacritique ogonek diacritique accent aigu |
| minuscule | ɔ̨́               | ɔ◌̨◌́                   | U+0254 U+0328        | lettre minuscule latine o ouvert diacritique ogonek diacritique accent aigu |